# Neustadt an der Donau
Neustadt an der Donau là một thị xã bên sông Danube thuộc bang Bayern, Đức. Thị xã này nằm ở biên giới phía tây của Landkreis Kelheim, Neustadt nổi tiếng với suối nước nóng Bad Gögging. Neustadt có diện tích 93,57 km2.